# Farkas János (pártmunkás, 1882–1919)
Farkas János (Tóti, 1882. január 1. – Kaposvár, 1919. szeptember 17.) kommunista pártmunkás.

## Élete
Kezdetben a budafoki szociáldemokraták szervezetét gazdagította, majd 1919 márciusában az igali járás politikai biztosa volt, támogatta a téeszesítést. A kommün bukása után is fellépett az ellenforradalmi megmozdulások ellen, majd 1919. augusztus 7-én letartóztatták. Latinka Sándorral együtt kivégezték.

## Emlékezete
Hamburger Jenő Latinca ballada c. versében megemlítette Farkas Jánost is.
A nádasdi erdőszélen

tizenkét sír sorban, szépen.

Vörösöket temetnek.

A tiszt urak mulatoznak, nevetnek.

„Állj elő, hát, Szalma János,

te is Farkas komisszáros."

- Szól a báró Prónay -

„Mehettek már Marcaliba

Simon paphó' meggyónni!"
Véres hajnal, hűvös szellő...

Meghal mind a tizenkettő.

Egy jajszót sem hallani,

csak a kányák károgását,

a tiszt urak káromlását hallani.

Latinka az utolsó,

tust húz rá a muzsikaszó.

Nincs irgalom, kegyelem,

várja már a magaásta sírverem.
„A szád széle jajj, be véres...

Népbiztos úr, ne légy kényes,

meghagyom az életed,

gyere hozzánk, jó leszel te

miközöttünk fehérnek!"

„A szám széle bizony véres

lássa is meg minden béres,

öreg bojtár, számadó:

igaz ember meghal inkább,

sohasem lesz áruló.